# Flugplatz Stykkishólmur

i8
i11
i13
Der Flugplatz Stykkishólmur (isländisch Stykkishólmsflugvöllur,IATA-Code: SYK, ICAO-Code: BIST) liegt im Westen von Island.
Er liegt in der Stadtgemeinde Stykkishólmur etwa 2,5 km südwestlich der Stadt und nördlich des Stykkishólmsvegurs .
Das ist die Stichstraße vom  Snæfellsnesvegur  in Richtung Norden.
Dieser Flugplatz wurde seit November 1973 mit einer Landebahn von 680 × 30 m genutzt.
Er löste Landebahnen zur Krankenversorgung ab, die es seit 1956 und 1958 knapp 10 km südlich gab.
Im Jahr 1978 wurde die Landebahn verlängert und mit einer Landebahnbefeuerung ausgerüstet.
Das Flughafengebäude wurde 1985 errichtet.
Seit 1993 gibt es keine Linienflüge mehr zum Flugplatz Stykkishólmur.